# Lactarius hepaticus
 (janvier 2017).
Si vous disposez d'ouvrages ou d'articles de référence ou si vous connaissez des sites web de qualité traitant du thème abordé ici, merci de compléter l'article en donnant les références utiles à sa vérifiabilité et en les liant à la section « Notes et références ».
Lactaire hépatique
Espèce
Lactarius hepaticus, le lactaire hépatique, est un champignon de la famille des Russulaceae. Ce lactaire pousse en Europe.  

## Description morphologique
Chapeau : convexe s'aplatissant rapidement avec légère dépression centrale.
Lames : adnées à légèrement décurrentes de couleur ocre pâle.
Pied : cylindrique plus foncé vers le bas, sans anneau. 

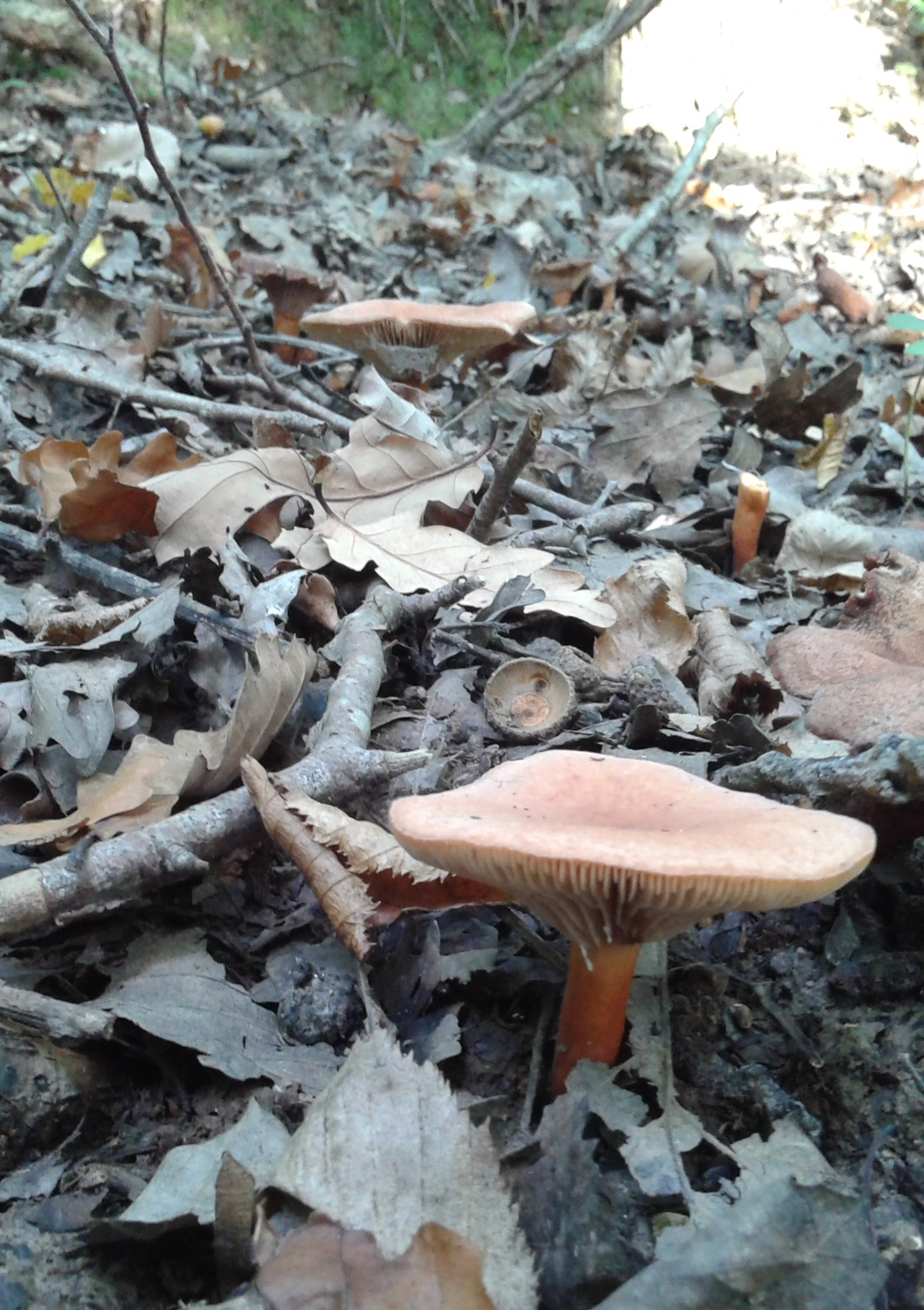
Lactaire hépatique photographié dans le Nord-Pas-de-Calais

## Comestibilité
Non comestible. 

## Répartition et habitat
On trouve ce champignon dans les forêts d'Europe, il se développe généralement en groupes.

Répartition en Europe